# Hinnøya
Hinnøya ist mit 2.204 km² Fläche die größte Insel vor der Küste Norwegens. Mit Ausnahme der Inselgruppe Spitzbergen ist sie die größte norwegische Insel. Hinnøya ist bewohnt, neben der größten Siedlung Harstad gibt es einige kleinere Dörfer. Sie ist eine der einwohnerreichsten Inseln in Norwegen.
Der Ort Digermulen am Südende der Insel übte eine starke Anziehungskraft auf Kaiser Wilhelm II. aus. Er reiste ab 1890 mehrmals hierhin und bestieg die Bergkuppe Digermulenkollen, die eine großartige Aussicht auf den Vestfjord und auf den Raftsund bietet. Er errichtete hier eine Varde. Die Bergkuppe heißt seitdem Keiservarden. Zahlreiche deutsche Touristen folgten seinen Spuren.

## Geografie
Die Insel im Europäischen Nordmeer wird von mehreren Fjorden geteilt, und zwei besonders lange, der Gullesfjord im Nordosten und der Øksfjord im Südwesten, schneiden sie beinahe in zwei Teile: nur 5 km trennen ihre Enden voneinander. Die Landschaft ist bergig. Im Süden der Insel liegt der Møysalen, mit 1.262 m Höhe ihr höchster Berg. Die landwirtschaftliche Nutzung ist im Nordosten um Harstad und Kvæfjord konzentriert.
Die Verbindung zum Festland wird durch die 1007 m lange Tjeldsundbrücke über den Tjeldsund hergestellt. Im Westen führt die Sortlandbrua auf die benachbarte Insel Langøya und im Norden die Andøybrücke auf die Insel Andøya. Diese drei Inseln gehören geographisch zur Inselgruppe Vesterålen. Im Südwesten führt die Raftsundet bru zur Insel Austvågøya, die zu der Inselgruppe Lofoten gehört.

## Politische Einteilung
Hinnøya liegt ungefähr zur Hälfte im Fylke Troms (Harstad, Kvæfjord und Tjeldsund) und zur Hälfte in Nordland (Andøy, Hadsel, Lødingen, Sortland). Der Westen von Hinnøya wird der Inselgruppe Vesterålen zugerechnet, die südwestliche Spitze gilt als Teil von Lofoten, weil sie früher nur mit dem Boot von Svolvær aus erreichbar war.